# Kpassidè
Kpassidè est une ville du Togo.

## Géographie
Kpassidè est situé à environ 37 km de Kara, dans la région de la Kara

## Vie économique
- Coopérative paysanne

## Lieux publics
- École primaire
- Dispensaire